# Менедем из Эретрии
Менедем из Эретрии (др.-греч. Μενέδημος; между 345 и 340 годами до н. э., Эретрия — между 265 и 260 годами до н. э., Пелла) — древнегреческий философ и политик, один из наиболее видных представителей элидо-эретрийской философской школы.
Менедему приписывают идею о том, что «только знание есть благо, хотя и называется многими именами».

## Биография
Менедем родился около 345 или 340 года до н. э. в семье обедневшего аристократа Эретрии Клисфена. В молодости он был вынужден работать строителем и театральным художником. Предположительно во время Ламийской войны 323—322 годов до н. э. Менедема в составе отряда эретрийцев отправили в Мегару. По пути он посетил Академию Платона. Согласно Диогену Лаэртскому, Менедем был настолько пленён философским учением платоников, что отстал от своего отряда. К этому периоду его жизни относится описанная у Афинея история, о том как Менедема вместе с его другом Асклепиадом вызвали в суд, где задали вопрос: «Как они проводя весь день среди философов и ничем не занимаясь сохраняют крепость тела?» Когда судьи услышали, что молодые Менедем и Асклепиад по ночам ходят на мельницу, где за две драхмы на обоих мелют муку, то присудили выдать каждому по 200 драхм. В Афинах Менедем мог познакомиться с Полемоном и Теофрастом. Вскоре, когда Менедем оказался в Мегаре, он стал слушать речи Стильпона. Оттуда вместе со своим другом Асклепиадом Менедем переехал в Элиду, где стал учеником Анхипила и Мосха из элидской философской школы, родоначальником которой был один из учеников Сократа Федон.
Исходя из жизнеописания Диогена Лаэртского, главного источника о биографии Менедема, философ отличался высокомерием и бесстрашием. Об этом свидетельствует его вольная шутка в адрес царя Саламина на Кипре Никокреона, который казнил другого философа Анакреона.
В своём родном городе Эретрии Менедем занимал видное положение. Так, по его приказу был арестован Кратет. Вина Кратета состояла в издевательских выпадах против Менедема. О влиянии Менедема также свидетельствует внимание к его персоне со стороны комедиографов и драматургов Ликофрона и Эпикрата.
Философ представлял интересы своего города в качестве пробула в посольствах к царям Деметрию Полиоркету, у которого добился снижения суммы ежегодной дани с 200 до 50 талантов, Птолемею (остаётся неясным был ли это Птолемей I Сотер или его сын Птолемей II Филадельф) и Лисимаху. Впоследствии, по одной из версий, Менедем был изгнан из Эретрии и переехал ко двору македонского царя Антигона II Гоната. Антигон с уважением относился к философу и даже называл себя его учеником, однако после получения власти над Эретрией отказался выполнить просьбу Менедема и восстановить в городе демократическое правление. По версии Гераклида Лемба, Менедем умер на 74-м году жизни, предположительно около 265 или 260 года до н. э. Диоген Лаєртский приводит две античные версии о причинах смерти Менедема. По одной, он умер «от огорчения», по другой — после семидневной голодовки, которую объявил после отказа Антигона II Гоната восстановить в Эретрии демократию.
Согласно Диогену Лаэртскому, у Менедема была жена из Оропа и три дочери.

## Учение
Менедем, согласно Антигону Каристскому, не писал философских трактатов. Сведения о его учении учёные берут из разрозненных фрагментов античных авторов, которые зачастую представляют собой анекдотические истории. Среди них можно выделить обсуждение Менедема с Алексином софизма: «Польза и благо — разные вещи?» — «да» — «значит, польза не есть благо».
Менедема относят к элидо-эретрийской философской школе. Изначально элидскую школу основал ученик Сократа Федон. Впоследствии, когда главой школы стал Менедем, она стала именоваться элидо-эретрийской и обрела кратковременный успех. Цицерон так охарактеризовал вклад философа: «От Менедема, поскольку он был из Эретрии, получили название эретрийцев философы, считавшие благом только ум и его проницательность, благодаря которой можно увидеть истину; это похоже на учение элидян, но, как мне кажется, более полно развито и красноречивее изложено». По мнению В. Ф. Асмуса, взгляды членов элидо-эретрийской школы повторяли учение мегарской относительно единства доблести и блага; А. Ф. Лосева — были близки к кинизму Антисфена, так как признавали только положительные утверждения и отвергали отрицательные или гипотетические, а также в религиозном плане отличались свободомыслием; В. В. Буряка — они пытались с помощью диалектики соединить методологию мегариков с учением о добродетели на основании кинизма. Также, как и мегарики Менедем уделял внимание проблемам предикации, отрицания и условных высказываний. По мнению А. Ф. Лосева, элидо-эретрийская школа могла представлять собой эклектическое учение, соединяющее в себе положения из различных философских школ. М. А. Солопова охарактеризовала трансформацию сократовского принципа «добродетель есть знание» в «только знание есть благо, хотя и называется многими именами» собственной идеей Менедема, хотя в целом и отмечала неоригинальный характер учения элидо-эретрийской школы.
Единственным известным учеником Менедема был Ктесибий.

### Исследования
- Асмус В. Ф. Античная философия. — 3-е издание. — М.: Высшая школа, 1999. — 400 с. — ISBN 5-06-003049-0.
- Буряк В. В. Античная философия: Учебник. — Симферополь: ДИАЙПИ, 2009. — 256 с. — ISBN 978-966-491-084-9.
- Лосев А. Ф. Элидо-эретрийская школа // Философская энциклопедия / Институт философии АН СССР. Главный редактор Ф. В. Константинов. — М.: Советская энциклопедия, 1970. — Т. 5. — С. 550.
- Солопова М. А. Менедем из Эретрии // Античная философия: Энциклопедический словарь. — М.: Прогресс-Традиция, 2008. — С. 484—485. — 896 с. — ISBN 5-89826-309-0.
- Солопова М. А. Менедем из Эретрии // Новая философская энциклопедия : в 4 т. / пред. науч.-ред. совета В. С. Стёпин. — 2-е изд., испр. и доп. — М. : Мысль, 2010. — 2816 с.
- Heckel W. Who's Who in the Age of Alexander and his Successors. From Chaironea to Ipsos (338—301 BC) (англ.). — Barnsley: Greenhill Books, 2021. — 554 p. — ISBN 978-1-78438-648-1.
- Paschidis P. Between City and King. Prosopographical Studies on the Intermediaries between the Cities of the Greek Mainland and the Aegean and the Royal Courts in the Hellenistic Period (322—190 BC) (англ.) / Research Centre for Greek and Roman Antiquity; National Hellenic Research Foundation. — ΜΕΛΕΤΗΜΑΤΑ. — Athens, 2008. — Vol. 59. — ISBN 978-960-7905-44-4.